# Acido undecilenico
L'acido undecilenico (nome IUPAC: acido 10-undecenoico) è un acido grasso composto da 11 atomi di carbonio e con una insaturazione etilenica terminale. È un composto derivato dall'olio di ricino per processo di cracking sfruttando l'azione del vapore sotto pressione sull'olio. 

## Usi
È usato in profumeria, in cosmetica ed in farmacia. Possiede attività antifungina ed antimicrobica. È anche usato come composto attivo in formulati per l'abbattimento dei cattivi odori a livello industriale.